# Carl von Marr
Carl von Marr (14 de febrero de 1858 en Milwaukee, Wisconsin - 10 de julio de 1936 en Múnich, Alemania) fue un pintor estadounidense. Hijo de John Marr, fue discípulo del más notable artista de Wisconsin en la época, Henry Vianden. En 1875, a la edad de 17 años, Marr se trasladó a Alemania a realizar estudios de arte, iniciando sus estudios en la Real Academia de Weimar, donde fue discípulo de Martin Schauss, y posteriormente ingresó a la Real Academia en Berlín, donde sería pupilo de Karl Gussow. Más adelante se transferiría a la Real Academia de Arte en Múnich, donde sería alumno de Otto Seitz desde octubre de 1877, y, pasado un tiempo, de Gabriel y Max Lindenschmitt. Marr fue el ganador de la competición de bosquejos de la academia en enero de 1880, con lo que llegó a la cima de su carrera estudiantil.
Durante la primavera de 1880, Marr regresó a Milwaukee, donde la vida de artista no resultó satisfactoria para él. En otoño de 1881, trabajó brevemente en la revista Harpers Magazine en Boston, hasta que pudo pagar un viaje de vuelta a Alemania. En 1882 estaba de vuelta en Múnich, donde viviría el resto de su vida, salvo periódicas visitas a los Estados Unidos para exhibiciones y visitas familiares.
Su primer trabajo, Ahasuerus, the Wandering Jew, recibió una medalla en Múnich. Una de sus imágenes, Episode of 1813, se encuentra en la Galería Real de Hanover, y su obra Germany recibió en  180  una medalla de oro en Múnich, y se encuentra en la Academia Real de Koenigsberg. Otra de sus obras, The Flagellants, fue quizá su obra más importante. Pintada en 1889, la pintura generó todo un acontecimiento tanto en Alemania como en Estados Unidos. Actualmente presentada en el museo de arte de West Bend (West Bend, Wisconsin) de la colección permanente de la ciudad de Milwaukee, recibió una medalla de oro en la Exposición de Múnich en 1889, una medalla de oro en la Exhibición Internacional, Berlín, en 1890, y una medalla de oro en la World's Columbian Exposition, en la feria mundial de Chicago en 1893. Summer Afternoon., otra de sus obras, recibió una medalla de oro en Berlín, en 1892; el cuadro se encuentra en la colección permanente de la Universidad de California, Berkeley, luego de ser trasladado desde la Phoebe Hearst collection.
Sus pinturas incluían escuelas realistas, impresionistas y simbolistas. Marr fue profesor en la Real Academia, Múnich, desde 1839, y director desde 1919. En 1895 se convirtió en miembro de la Academia de Artes de Berlín, y en 1909 a Marr le fue otorgado el título de noble, recibiendo además el título real de tres casas reales europeas distintas. La mayor parte de las obras del artista se encuentran en una exposición permanente en el Museo de Arte de Wisconsin.